# Puchar Polski Par Klubowych 85–125 cm³ w Miniżużlu 2019
Puchar Polski Par Klubowych 85-125 ccm na Żużlu 2019 – rozegrane w sezonie 2019 rozgrywki o Puchar Polski Par Klubowych miniżużlowców.
Rozegrano 5 rund. Za poszczególne miejsca w turniejach przyznawano następujące ilości punktów: 1. miejsce - 6, 2. - 5, 3. - 4, 4. - 3, 5. - 2, 6, - 1, 7. - 0. W przypadku gdy drużyny remisowały między sobą, sumę punktów dzielono pomiędzy nie.

## Terminarz
- Runda 1. - 28 kwietnia, Bydgoszcz - odwołano
- Runda 3. - 2 czerwca, Wawrów[1]
- Runda 4. - 9 czerwca, Toruń[2]
- Runda 5. - 23 czerwca, Gdańsk[3]
- Runda 2. - 29 czerwca, Rybnik - przełożona z 5 maja[4]
- Runda 6. - 4 sierpnia, Częstochowa[5]

## Składy drużyn
- MKMŻ Rybki Rybnik - Dawid Piestrzyński (73 punkty), Szymon Ludwiczak (64), Szymon Tomaszewski (5), Marcel Kowolik (0)
- GKŻ Wybrzeże Gdańsk - Mateusz Łopuski (67), Antoni Kawczyński (34), Igor Sawicki (4), Kacper Król (ns)
- GUKS Speedway Wawrów - Kacper Teska (29), Bartosz Lewandowski (29), Mikołaj Krok (21), Denis Andrzejczak (19)
- Włókniarz Częstochowa - Kacper Halkiewicz (56), Paweł Caban (18)
- SSSM Stal Toruń - Mikołaj Duchiński (60), Nikodem Czmut (17), Ksawery Słomski (1)
- BTŻ Polonia Bydgoszcz - Emil Maroszek (38), Maciej Kurzawski (15), Kacper Tuczkowski (1)
- KS Toruń - Jakub Breński (49), Ksawery Słomski (12), Franciszek Majewski (1), Oskar Swobodziński (ns)

## Klasyfikacja końcowa
| Poz | Klub                        | WAW | TOR | GDA | RYB | CZE | Punkty | Małych pkt. |
| --- | --------------------------- | --- | --- | --- | --- | --- | ------ | ----------- |
| 1   | MKMŻ Rybki Rybnik           | 30  | 28  | 29  | 26  | 29  | 30     | 142         |
| 2   | GKŻ Wybrzeże Gdańsk         | 22  | 21  | 22  | 23  | 17  | 22,5   | 105         |
| 3   | GUKS Speedway Wawrów        | 17  | 22  | 18  | 19  | 22  | 21,5   | 98          |
| 4   | Bocar Włókniarz Częstochowa | 16  | 8   | 17  | 17  | 16  | 10,5   | 74          |
| 5   | SSSM Stal Toruń             | 13  | 18  | 14  | 16  | 17  | 10     | 78          |
| 6   | BTŻ Polonia Bydgoszcz       | 17  | 8   | 14  | ns  | 15  | 6,5    | 54          |
| 7   | KS Toruń                    | 13  | 20  | 11  | 14  | 10  | 4      | 68          |